# Cosimo Gheri (vescovo)
Cosimo Gheri (Pistoia, 1º agosto 1513 – Fano, 24 settembre 1537) è stato un vescovo cattolico italiano, della nobile famiglia dei Gheri di Pistoia.

## Biografia
Nipote di Ghero Gheri, già vescovo di Fano dal 1518 al 1528, e successore del cardinale Ercole Gonzaga che fu amministratore apostolico della sede vacante della diocesi fra il 1528 e il 1530, a soli sedici anni viene nominato vescovo di Fano da papa Clemente VII con bolla pontificia del 24 giugno 1530: tuttavia non sarà mai consacrato né sacerdote né vescovo.
Timoroso delle malattie infettive che imperversavano lungo la costa adriatica, dopo l'elezione a vescovo risiedette abitualmente a Padova, dove frequentava l'università e si recò a Fano solo saltuariamente.
Secondo lo scrittore Benedetto Varchi, Cosimo Gheri sarebbe stato vittima del cosiddetto "oltraggio di Fano". Pier Luigi Farnese era stato appena nominato da suo padre papa Paolo III Gonfaloniere della Chiesa; durante il viaggio intrapreso attraverso lo Stato Pontificio per effettuare delle ispezioni alle fortezze marchigiane giunse a Fano, dove incontrò il Gheri che lo avrebbe accolto con tutti gli onori.
Il giorno successivo il Farnese avrebbe incontrato nuovamente il vescovo manifestando le proprie intenzioni:
(Benedetto Varchi in: Storia fiorentina, 1547)
Tuttavia, visto che il vescovo non era disponibile, anzi, si sarebbe difeso in maniera piuttosto decisa, Pier Luigi lo avrebbe fatto legare e, sotto la minaccia dei pugnali, lo avrebbe violentato. Non sopportando l'umiliazione per l'oltraggio subito, dopo poche settimane il vescovo sarebbe morto. Qualcuno ipotizza che il vescovo sarebbe stato fatto avvelenare dallo stesso Pier Luigi, per non far trapelare la notizia dello stupro.